# Kepulauan Gorom
Kepulauan Gorom är öar i Indonesien.   De ligger i provinsen Moluckerna, i den östra delen av landet, 2 700 km öster om huvudstaden Jakarta.